# Fürge cselle
A fürge cselle (Phoxinus phoxinus) a sugarasúszójú halak (Actinopterygii) osztályának pontyalakúak (Cypriniformes) rendjébe, ezen belül a pontyfélék (Cyprinidae) családjába tartozó védett faj.
A Phoxinus csontoshal-nem típusfaja.
Európai viszonylatban egyre jobban sebezhető fajnak tartják, hiszen érzékenyen reagál a környezeti változásokra. Hazai állománya is fogyatkozóban van emiatt. Gazdasági jelentősége nincs, azonban élőhelyein bőséges táplálékot kínál a pisztrángoknak, a péreknek és a domolykóknak. Társas életmódot folytató halfaj, még a patakok szűkös vízterében is rajokba tömörül.

## Előfordulása
A fürge cselle Európában majdnem mindenhol elterjedt délen a Pireneusokig és a Balkán-félszigetig bezárólag. Ezenkívül Ázsia északi részén is honos a Bering-tengerig, az északi-sarkvidék régióiban azonban már nem fordul elő. A fürge cselle állománya elterjedési területének nagy részén stabil, a vízszennyeződés azonban erősen veszélyezteti állományát. Hazánkban főként hegy- és dombvidéki patakokban található meg az alföldi folyórészeken a vízszennyeződés miatt már nem fordul elő.

## Megjelenése
Az állat hossza 7–10, néha akár 14 centiméter is. A nőstény nagyobb, mint a hím. Teste erősen nyújtott, csaknem kerekded, csak a faroknyél lapított oldalról. Szájrése kicsi, végállású. Pikkelyei kicsinyek, 80–90 van egy hosszanti sorban; oldalvonala többnyire nem teljes, a test közepe után megszakad. Hátúszója és farok alatti úszója 10–10 sugarú. Garatfogai kétsorosak, 2.5–5(4).2. Háta és oldala gyakran olajzöld, gyakran sötét keresztsávokkal, oldala bronzos-fémes csillogású, hasa halványsárga vagy fehéres színű. A hím az ívási időszakban vörösesre színeződik, és fején fehér dudorok nőnek. Ezt nevezik dorozsmának vagy más néven nászkiütésnek. A nőstény az ívási időszakban könnyen felismerhető kemény, ikrákkal teli hasáról. A fürge cselle két érzékszervvel: hallószervével és oldalvonal szervével érzékeli a rezgéseket. 38-40 csigolyája van.

## Életmódja
A fürge cselle társas lény. Sekély, hideg vizek lakója. Kavicsos medrű, oxigéndús folyóvizeket és tavakat kedveli. Táplálékát csapatokban keresi, melyet vízben élő gerinctelenek, például férgek, rovarlárvák, rákok, vízre hullott repülő rovarok és egyes növényi anyagok gyengébb növényi hajtások alkotják. Táplálkozáskor képes az állkapcsát előre tolni. Kedvelt étke a rablóhalaknak, de egyik nagy ellensége mégis a jégmadár.

## Szaporodása
Az ivarérettséget 1–2 éves korban éri el. Az ívási időszak áprilistól júliusig tart. Ekkor, a folyókban élők csapatosan felvonulnak a patakokban, míg a tavakban élők a partok közelébe húzódnak. A hímek oldala sötét zöldes-feketére, a hasuk vörösre színeződik. A nőstény kis csomókba akár 1 000 halványsárga, nyálkával bevont ikrát rak le a folyóágyba, ahol azok kövekre, kavicsokra vagy vízinövényekre tapadnak, és a hím megtermékenyíti őket. Az ikra átmérője 1–1,3 milliméter. A lárvák körülbelül egy hét múlva kelnek ki.

## Galéria
A képeken jól látható, hogy társas életmódot folytat és apró termetű faj. 
|  |  |  |  |